# Honkin' on Bobo
| 전문가 평가          | 전문가 평가 |
| 총 점수              | 총 점수     |
| 출처                 | 점수        |
| -------------------- | ----------- |
| 메타크리틱           | 69/100      |
| 평가 점수            |             |
| 출처                 | 점수        |
| AllMusic             | [ 3 ]       |
| Blender              | [ 4 ]       |
| Entertainment Weekly | B−          |
| Rolling Stone        | [ 6 ]       |
| USA Today            | [ 7 ]       |

《Honkin' on Bobo》는 컬럼비아 레코드가 2004년 3월 30일에 발매한 미국의 하드 록 밴드 에어로스미스의 열네 번째 스튜디오 음반이다. 이 음반에는 1950년대와 1960년대의 블루스 곡 11곡이 수록되어 있으며, 하나의 신곡인 〈The Grind〉가 수록되어 있다. 이 음반은 에어로스미스의 초기 영향력에 경의를 표하며 그들의 최근 상업적 노력에 비해 1970년대 작품을 연상시키는 더 생소한 소리를 보여준다. 《Honkin' on Bobo》는 1970년대 생산량의 대부분을 에어로스미스의 프로듀서였던 잭 더글러스에 의해 프로듀싱을 맡았다.
이 음반은 첫 주에 16만 장 이상이 팔리며 빌보드 200에서 5위에 올랐다. 《Honkin' on Bobo》는 2004년 5월 11일 미국 음반 산업 협회에서 골드를 인증받았다.

## 제작
《Honkin' on Bobo》는 보스턴 근처의 조 페리의 목장에서 녹음되었는데, 밴드는 기분이 좋을 때만 연주하는 것으로, 페리에 따르면, "우리는 전에 하지 않았던 것을 하고 싶었고, 우리를 흥분시켰어요. 그래서 또 다른 음반을 내고 싶은 거죠. 그렇지 않으면, 우리는 '좋아요, 우리가 할 수 있는 일은 다 했는데, 왜 다시 들어가려고 하죠?'라고 말할 것입니다." 이 음반 제목은 스티븐 타일러에 의해 제안되었는데, 그는 이 구절을 어딘가에서 듣고 밴드는 그것을 재미있다고 생각했다. 페리는 또 라디오 인터뷰에서 "우리는 그것이... 재즈적이고, 고약해서 우리에게 효과가 있다는 것을 안다"고 말했다. 캐나다의 컨트리, 블루그래스, 포크 음악 그룹 굿 브라더스의 90년대 초 싱글 〈Honk On Bobo〉에 대한 언급일 수도 있다.
음반에 수록된 많은 곡들은 타일러의 하모니카 작업을 특징으로 하며, 하모니카에 관한 《House of Blues Radio Hour》의 에피소드에서 연주된 리틀 월터의 〈Temperature〉를 포함한다. 하모니카 키체인은 한정판과 함께 포함되어 있었다.

## 곡 목록
| #  | 제목                                                    | 작사·작곡              | 재생 시간 |
| -- | ------------------------------------------------------- | ---------------------- | --------- |
| 1. | 〈Road Runner (보 디들리 커버)〉                        | 보 디들리              | 3:46      |
| 2. | 〈Shame, Shame, Shame (원래 스마일리 루이스가 불렀다)〉 | 루비 피셔, 케년 홉킨스 | 2:15      |
| 3. | 〈Eyesight to the Blind (소니 보이 윌리엄슨 2세 커버)〉 | 소니 보이 윌리엄슨 2세 | 3:09      |
| 4. | 〈Baby, Please Don't Go (빅 조 윌리엄스 커버)〉         | 빅 조 윌리엄스         | 3:24      |
| 5. | 〈Never Loved a Girl (아레사 프랭클린 커버)〉           | 로니 섀넌              | 3:12      |
| 6. | 〈Back Back Train (미시시피 프레드 맥도웰 커버)〉       | 프레드 맥도웰          | 4:23      |

| #   | 제목                                                        | 작사·작곡                               | 재생 시간 |
| --- | ----------------------------------------------------------- | --------------------------------------- | --------- |
| 7.  | 〈You Gotta Move (미시시피 프레드 맥도웰 커버)〉            | 게리 데이비스, 맥도웰                   | 5:30      |
| 8.  | 〈The Grind〉                                               | 스티븐 타일러, 조 페리, 마티 프레데릭센 | 3:46      |
| 9.  | 〈I'm Ready (머디 워터스 커버)〉                            | 윌리 딕슨                               | 4:13      |
| 10. | 〈Temperature (리틀 월터 커버)〉                            | 조엘 마이클 코언, 리틀 월터             | 2:52      |
| 11. | 〈Stop Messin' Round (플리트우드 맥 커버)〉                 | 클리포드 애덤스, 피터 그린              | 4:29      |
| 12. | 〈Jesus is on the Main Line (미시시피 프레드 맥도웰 커버)〉 | 민요, 맥도웰                            | 2:51      |

## 인증
| 국가                       | 인증 | 판매량/출하량 |
| -------------------------- | ---- | ------------- |
| 일본 (RIAJ)                | 골드 | 100,000^      |
| 미국 (RIAA)                | 골드 | 500,000^      |
| ^출하량을 기반으로 한 인증 |      |               |